# Adi Konstantinos
Adi Konstantinos (in ebraico עדי קונסטנטינוס‎?; Ma'ale Adummim, 9 novembre 1994) è un calciatore israeliano, centrocampista del Bnei Ra'anana.

## Carriera
Ha giocato nella massima serie israeliana.
Cresciuto nel settore giovanile del Maccabi Haifa, esordisce in prima squadra nella stagione 2013-2014, collezionando 7 presenze. Successivamente viene ceduto in prestito all'Hapoel Akko, dove gioca per due stagioni totalizzando 37 presenze.
Nel 2016 si trasferisce, sempre in prestito, all'Hapoel Petah Tiqwa, con cui segna il suo primo gol da professionista. Nella stagione successiva veste la maglia dell'Hapoel Gerusalemme, disputando 34 partite e realizzando una rete.
Nel 2017 passa in prestito al Maccabi Netanya, con cui colleziona 3 presenze. Nel 2018 gioca per l'Hapoel Katamon Gerusalemme, mettendo a segno un altro gol in 17 presenze.
Torna poi all'Hapoel Akko, dove disputa 21 partite nella stagione 2018-2019. Successivamente si trasferisce all'Hapoel Ashkelon, dove gioca 23 partite nel campionato 2019-2020.
Nel 2020 passa all'Olympiakos Nicosia, ma non scende mai in campo ufficialmente. Viene ceduto in prestito al Digenīs Morphou, con dati di presenza non noti.
Dal 2021 milita in diverse squadre israeliane, tra cui Hapoel Baqa al-Gharbiyye, Maccabi Herzliya, Ahva Reineh e, nel 2023, in prestito all'Hapoel Bnei Lod.
Nel 2023-2024 gioca per lo Sporting Tel Aviv, prima di passare al Bnei Ra'anana, sua attuale squadra.